# Collodiumprocedé
Het collodiumprocedé is een fotografisch proces dat omstreeks 1850 is uitgevonden door Frederick Scott Archer. Dit procedé was de voorloper van de moderne gelatine-emulsie. Archer verving de papieren drager door glas en hechtte de zilverhalogeniden met behulp van een collodiumlaag op deze doorzichtige basis. Deze glasplaten moesten terwijl ze nat waren worden belicht, gedurende 2 tot 3 seconden, en meteen worden afgewerkt. 